# Harry F. Byrd Jr.
Harry Flood Byrd, Jr., född 20 december 1914 i Winchester, Virginia, död 30 juli 2013 i Winchester, Virginia, var en amerikansk journalist och politiker. Han representerade delstaten Virginia i USA:s senat 1965-1983. Han var demokrat under sin första mandatperiod i senaten men han omvaldes 1970 och 1976 som obunden. Byrd var den äldsta före detta amerikanska senatorn sedan Clifford Hansens död den 20 oktober 2009.

## Biografi
Byrd studerade vid Virginia Military Institute och University of Virginia. Han tjänstgjorde i USA:s flotta under andra världskriget 1941-1945.
Han var senator i Virginias senat 1948-1965. 
Fadern Harry F. Byrd avgick 1965 som senator i USA:s senat och sonen Harry, Jr. blev utnämnd till dennes efter följare i USA:s senat. Harry F. Byrd, Jr. vann fyllnadsvalet 1966 som demokraternas kandidat men tackade nej till demokraternas nominering fyra år senare. Han kunde inte gå med på att stödja alla andra demokrater som ställde upp år 1970 och ställde därför upp till omval som obunden. Han vann valet och fortsatte även som obunden att delta i möten av demokraternas grupp i senaten. Byrd efterträddes 1983 som senator av Paul Trible.